# أشكم كوه (غرمسار كرمان)
أشکم کوه (بالفارسية: اشکم کوه) هي قرية تقع في إيران في قسم غرمسار الریفي. يقدر عدد سكانها بـ 96 نسمة بحسب إحصاء 2016.